# Feroze Gandhi
Feroze Gandhi (Bombay, 12 agosto 1912 – Nuova Delhi, 8 settembre 1960) è stato un politico e giornalista indiano di ascendenza parsi.

## Biografia
Abbandonò gli studi superiori nel 1930 per lottare per l'indipendenza dell'India dai britannici, e cambiò la grafia del suo nome di nascita, cioè Feroze Jehangir Ghandy, in Feroze Gandhi, in onore del Mahatma Gandhi che guidava in quel periodo il movimento d'indipendenza indiano. Il 26 marzo 1942, ad Allahabad sposò Indira Priyadarshini Nehru, figlia di Jawaharlal Nehru, dalla quale ebbe due figli Rajiv e Sanjay. Anni dopo prima il suocero, poi la moglie (Indira Gandhi dopo il matrimonio), e poi il figlio Rajiv furono primi ministri dell'India.